# غوردون أوين
غوردون أوين (بالإنجليزية: Gordon Owen)‏ (14 يونيو 1959 ببارنسلي في المملكة المتحدة - ) هو لاعب كرة قدم بريطاني في مركز جناح ‏. لعب مع شيفيلد وينزداي وكارديف سيتي ونادي إكزتر سيتي ونادي بارنسلي ونادي بريستول سيتي ونادي بلاكبول ونادي تشيسترفيلد ونادي دونكاستر روفرز ونادي روذرهام يونايتد ونادي كارلايل يونايتد وهال سيتي ونادي مانسفيلد تاون.